# UU-Korihait Uusikaupunki
El UU-Korihait Uusikaupunki es un equipo de baloncesto finlandés con sede en la ciudad de Uusikaupunki, que compite en la Korisliiga. Disputa sus partidos en el Pohitullin palloiluhalli, con capacidad para 1.627 espectadores.

## Palmarés
- Campeonato de Finlandia: 1990

Semifinales 2011
- Copa de Finlandia/Copa de Liga de Finlandia: 1986, 1988

Subcampeón 1987
- Campeón 1st Division (2 División): 2003